# Isidro Villanova
Isidro Villanova Abadía (Saragozza, 11 novembre 1965) è un ex calciatore spagnolo, giocava come difensore.

## Carriera

### Real Saragozza
Nelle stagioni 1987-1988 e 1988-1989 milita in Segunda División B nel Deportivo Aragón, squadra filiale del Real Saragozza. Contemporaneamente colleziona alcune presenze in massima serie con la prima squadra. La sua prima presenza risale al 9 marzo 1988, in un incontro pareggiato 1-1 in casa del Siviglia FC. Gioca sei volte da titolare nella stagione 1987-1988, mentre nella stagione successiva l'allenatore Radomir Antić lo schiera titolare una volta e lo fa entrare in campo dalla panchina in tre occasioni. Nella stagione 1989-1990 colleziona anche una presenza in Coppa UEFA, l'unica della sua carriera.
Nella stagione 1990-1991, in cui allenato da Ildo Maneiro e Víctor Fernández gioca 18 partite. Veste per l'ultima volta la maglia della squadra aragonese il 9 giugno, in occasione della partita persa per 2-1 in casa del Cadice.
In totale con il Real Saragozza ha collezionato 51 presenze: 44 in campionato, 6 in Coppa di Spagna e una in Coppa UEFA.

### Logroñés e Alavés
Terminato il campionato, decide di trasferirsi al CD Logroñés, squadra con sede a Logroño, partecipante per la quinta volta alla Primera División. Nella prima stagione con la squadra di La Rioja, allenato da David Vidal, gioca 25 partite. Nella stagione 1993-1994, allenato dall'argentino Carlos Aimar, gioca 13 partite e segna il suo primo gol in Primera División. Realizza una rete anche nella stagione successiva. La sua squadra arriva all'ultimo posto in campionato e retrocede in Segunda División. Villanova lascia la squadra e passa al Deportivo Alavés, club basco della Segunda División. Nella prima stagione, allenato da Jesús Aranguren, segna due reti in 25 partite. Nella stagione 1996-1997 è titolare e gioca 34 partite, ricevendo 13 ammonizioni e 2 cartellini rossi. L'Alavés conclude il campionato al tredicesimo posto e Villanova si ritira.